# Gavlevallen

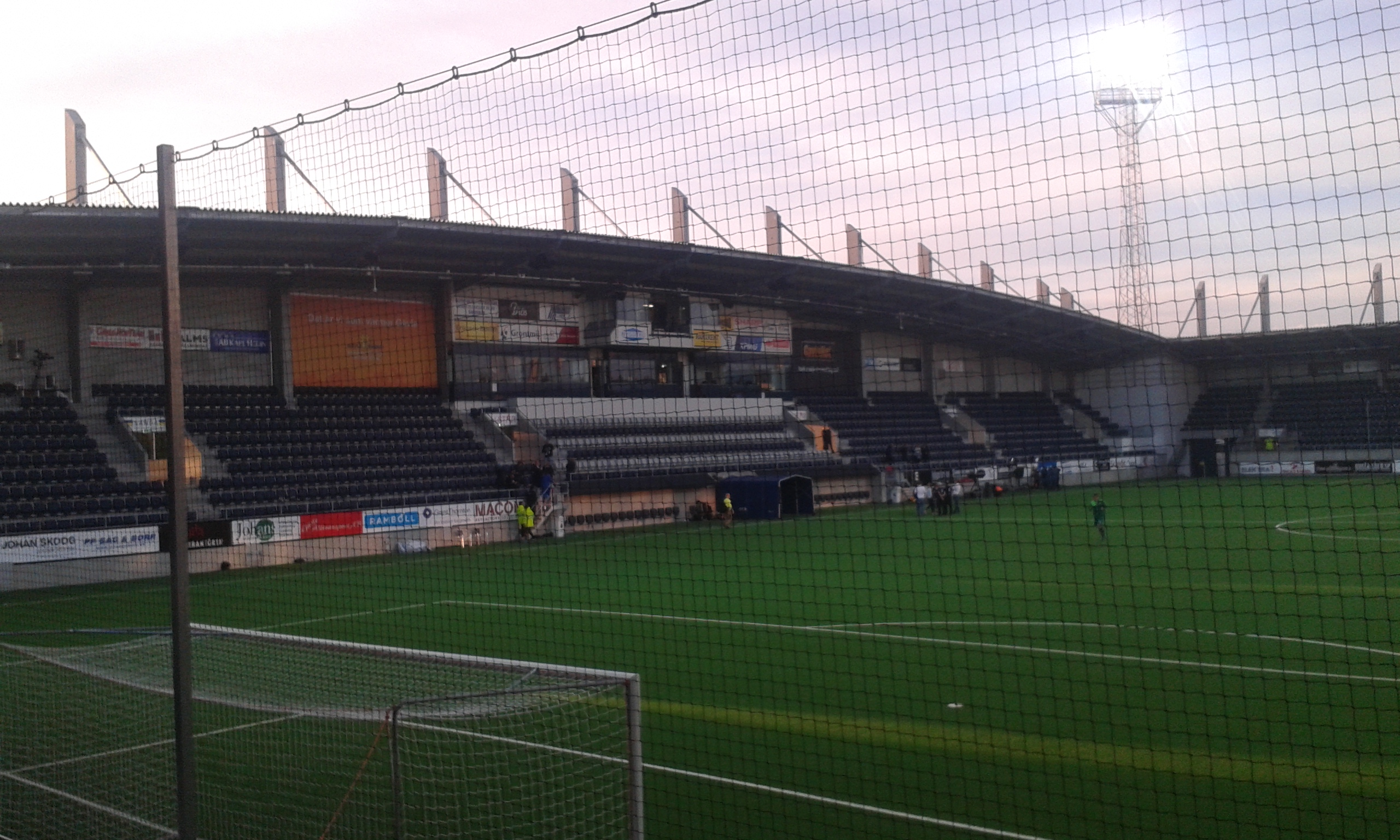
Gavlevallen har plats för 6432 åskådare

Gavlevallen är en fotbollsarena på Gavlehov i Gävle, bredvid Monitor ERP Arena, Gavlehovshallen, GTK Hallen samt Gävletravet. Arenan har en publikkapacitet på 6 432 personer och planen är gjord av konstgräs. Arenan har fyra läktare. På östra läktaren finns bortastå, på västra läktaren finns Gefles klack Carrickläktaren och även familjeläktare. På södra läktaren finns en restaurang. På norra läktaren finns kommentatorshytter, tv-plattform och avbytarbänkar.

## Historia
Idén med en fotbollsarena bredvid Monitor ERP Arena kom från Gefle IF år 2010, efter att laget motsatt sig kommunens planer på att bygga om deras gamla hemmaarena, Strömvallen, en ombyggnad som hade sin upprinnelse i Svenska Fotbollförbundets nya arenakrav. Årsskiftet 2012-2013 överger slutligen kommunledningen idén om att bygga om den gamla fotbollsarenan och presenterar en plan på en ny arena ihop med Gefle IF i en presskonferens – ett bygge som finansierades av kommunen och beräknades kosta 130-140 miljoner. Det formella beslutet togs i kommunfullmäktige 30 maj 2013, och bygget av den nya arenan startade våren 2014 med Byggtec Gävleborg AB som totalentreprenör. Arenan invigdes med ett fullsatt Norrlandsderby i Allsvenskan mot GIF Sundsvall den 20 maj 2015, där Gefle IF vann 3-1 efter mål av Johan Bertilsson, Dioh Williams och Johan Oremo.

## Storbildsskärm
I juni 2015 installerades en storbildsskärm på 55 kvadratmeter på Gavlevallen. Skärmen används för att visa livebilder, repriser, reklam, filminslag och matchens resultat samt tid. Skärmen är uppbyggd av 60 stycken ledskärmskabinett av utomhustyp.